# Karl Mai
Karl "Charly" Mai (27. juli 1928 – 15. marts 1993) var en tysk fodboldspiller, der som midtbanespiller på det vesttyske landshold var med til at vinde guld ved VM i 1954 i Schweiz, efter den sensationelle 3-2 sejr i finalen over storfavoritterne fra Ungarn. Han spillede fem af tyskernes seks kampe i turneringen. I alt nåede han, mellem 1953 og 1959 at spille 21 landkampe og score ét mål.
Mai var på klubplan primært tilknyttet SpVgg Fürth og FC Bayern München, med længst tid (16 sæsoner) hos SpVgg Fürth.